# Gerhart Raichle
Gerhart Raichle (* 8. Mai 1940 in Heidenheim) ist ein deutscher Politiker (FDP) und Pädagoge.

## Leben und Beruf
Nach dem Abitur studierte Raichle Politikwissenschaft, Philosophie, Soziologie und Staatsrecht an den Universitäten Tübingen, Berlin und an der London School of Economics and Political Science. 1972 erfolgte die Promotion im Fachbereich Sozial- und Verhaltenswissenschaften bei Theodor Eschenburg mit einer Arbeit aus dem Bereich der internationalen Politik.
Raichle war zwischen 1971 und 1977 Jugendbildungsreferent und stellvertretender Bildungsstättenleiter in Weil der Stadt. Seit 1977 war er bei der Friedrich-Naumann-Stiftung beschäftigt. Von 1989 bis 1991 leitete er die Bildungsstätte „Waldhaus Jakob“ in Konstanz am Bodensee, von 1997 bis 2003 das Liberale Institut.

## Politik
Raichle ist seit 1961 Mitglied der FDP. Seit 1965 war er Landesvorsitzender Baden-Württemberg des Liberalen Studentenbunds Deutschlands und seit 1966 der Deutschen Jungdemokraten für jeweils zwei Jahre und war 1969/70 stellvertretender Bundesvorsitzender der Jungdemokraten. Von 1970 bis 1972 war er Präsident der European Federation of Liberal and Radical Youth sowie Vizepräsident der World Federation. Von 1970 bis 1972 gehörte er als Beisitzer dem FDP-Bundesvorstand an. 1969, 1972 und 1976 kandidierte er vergeblich für den Deutschen Bundestag.

## Schriften
- Kollektivsicherheit und Aggressionsbegriff. Begriffswandel und Funktion des Konzepts der kollektiven Sicherheit in Theorie und Praxis der Vereinten Nationen, untersucht anhand des Begriffs und der Feststellungsweise der „Aggression“. Univ.-Diss. Tübingen 1972.